# Maurice Guichard (homme politique)
Pour les articles homonymes, voir Maurice Guichard et Guichard.
Maurice Guichard, né le 12 août 1893 à Clichy (Seine), mort le 5 juillet 1957 à Annonay (Ardèche),, est un homme politique français.

## Biographie
Mécanicien de profession, il conduit la liste poujadiste de l'Ardèche aux élections législatives de 1956, qui obtient 10,2% des suffrages. Il est élu grâce à un apparentement entre sa liste et les listes Action civique et défense des consommateurs et des intérêts familiaux et Défense des intérêts agricoles et viticoles.
Il est député de l'Ardèche du 2 janvier 1956 au 19 avril 1956, affilié au groupe parlementaire de Pierre Poujade, Union et fraternité française.
Le 18 janvier 1956, il vote contre l'investiture de Guy Mollet à la présidence du Conseil.
Son élection est invalidée le 18 avril 1956 par le 4e bureau de l'Assemblée nationale au motif qu'il ne pouvait se réclamer que des voix obtenues au nom de sa seule liste.